# Franco Alorda
Franco Alorda (Sauce, Corrientes, 24 de febrero de 1999) es un baloncestista profesional argentino que se desempeña como ala-pívot en La Unión de Formosa de la Liga Nacional de Básquet de Argentina.

## Trayectoria

### Clubes
| Club                          | País      | Año             |
| ----------------------------- | --------- | --------------- |
| San Martín                    | Argentina | 2015 - 2019     |
| Atenas de Carmen de Patagones | Argentina | 2020            |
| San Martín                    | Argentina | 2020            |
| Atenas de Carmen de Patagones | Argentina | 2021            |
| San Martín                    | Argentina | 2021            |
| Deportivo Norte               | Argentina | 2022            |
| Independiente de Oliva        | Argentina | 2022 - 2023     |
| Lanús                         | Argentina | 2023 - 2024     |
| San Lorenzo                   | Argentina | 2024 - 2025     |
| La Unión de Formosa           | Argentina | 2025 - Presente |

## Selección nacional
Alorda actuó con la selección de baloncesto de Argentina a nivel juvenil, participando del Campeonato Sudamericano de Baloncesto Sub-15 de 2014 y del Campeonato FIBA Américas Sub-16 de 2015.